# 磯有理子
磯 有理子（いそ ありこ、1970年12月7日- ）は東京都出身のアスレティックトレーナー。2002年に女性としてNFL初のアスレティックトレーナーとなった。

## 経歴
中学・高校ではバスケットボールのキャプテンを務めた彼女はひざを痛めて選手となることを断念、スポーツ医学への道を志すようになった。高校卒業後、オレゴン州立大学に入学し1993年に大学を卒業し理学士を取り、サンノゼ州立大学の大学院に進学し1995年に修士号を取得した。1994 FIFAワールドカップでも彼女は活動を行った。
1996年ポートランド州立大学のアスレティックトレーナーに採用され女子バスケットボール、レスリング、陸上競技などを経てアメリカンフットボールのトレーナーを5年間務めた。
2000年、2001年、NFLのピッツバーグ・スティーラーズのトレーニングキャンプにインターンシップで参加した 縁もあり2002年女性としては史上3人目となる男子プロスポーツのアスレティックトレーナーとなった。それまでの2人はいずれもNBAであり、NFLでは彼女が最初となった。2005年にはハワイ州ホノルルで行われたプロボウルにビル・カウアーのスタッフとして出場した。
2006年に行われた第40回スーパーボウルにチームが優勝した後、選手、コーチらと共にジョージ・W・ブッシュ大統領からホワイトハウスに招待された。優勝チームのスタッフにもスーパーボウルリングが全員贈られるが彼女はペンダントをリングの代わりに受け取った。
2009年、スティーラーズが第43回スーパーボウルに出場し2度目のスーパーボウル出場を経験した。この時観戦に訪れる両親にはトロイ・ポラマルのジャージを贈った。試合はスティーラーズの勝利に終わったが試合終了後もネイト・ワシントンをX線撮影に連れて行くなどの仕事に追われた。このときの勝利では、選手らと共にスーパーボウルリングをチームから贈られている。
2010年、スティーラーズに加わったベテランオフェンシブラインマンのフローゼル・アダムスからも絶大な信頼を得ており彼のテーピングを務めている。また同じ年にスティーラーズに入団したワイドレシーバーのアントワン・ランドルエル、ラインバッカーのラリー・フーツとは特に親交が深い。
2011年、スティーラーズが第45回スーパーボウル出場を果たした結果、9シーズンで3回目のスーパーボウル経験となった。
2011年6月より、オレゴン州立大学のヘッド・フットボール・アスレチック・トレーナーに就任している。
2018年6月、タウソン大学のフットボールチームのヘッド・アスレチック・トレーナーに就任している。